# 萨拉尼·莫哈末
萨拉尼，马来西亚政治人物，国阵巫统党员，曾经为霹雳州议会龙谷议员。

## 政治生涯
2004年、2008年代表国阵参加霹雳州议会选举并赢得有关议席。2013年未再寻求连任。